# Software Heritage
Software Heritageは、歴史的および現代のソフトウェア、特に人間が読みやすいソースコードの保存とリファレンスを提供する非営利組織である。2016年にINRIAによって公開され、UNESCOの支援を受けている。プロジェクト自体は、非営利のマルチステークホルダー・イニシアチブとして構成されている。

## 概要
Software Heritageの使命は、ソースコードの形式で公開されているすべてのソフトウェアを収集、保存、共有することであり、産業、研究、文化、そして社会全体に貢献する共通のインフラを構築することを目指している。
ソフトウェアのソースコードは、GitHub、GitLab.com、Bitbucketのようなコードホスティングプラットフォームや、npm、PyPIのようなパッケージアーカイブをクロールすることで収集され、アーカイブの中核となる特殊なデータ構造であるMerkle DAGに取り込まれる。アーカイブ内の各アーティファクトには、SWHIDと呼ばれる識別子が関連付けられている。2023年には、SWHIDの正式名称が「Software Heritage identifier」から「software hash identifier」に変更された。
Software Heritageアーカイブの長期的な保存の可能性を高めるため、2018年にミラープログラムが設立され、ENEAおよびFossIDが2020年10月時点で参加している。

## 歴史
Software Heritageの開発は、2015年初頭にロベルト・ディ・コスモとステファノ・ザッキローリの指揮のもと、INRIAで始まった。このプロジェクトは2016年6月30日に正式に公表された。
2017年、InriaはUNESCOと、ソフトウェアのソースコードの長期保存と、その広範な利用促進を目的とした協定を締結した。この取り組みは特にSoftware Heritageの活動を通じて実施された。
2018年6月、Software HeritageアーカイブがUNESCO本部で公開された。
2018年7月4日、Software Heritageはフランスの国家オープンサイエンス計画に組み込まれた。
2018年10月、Software Heritageの使命を支える戦略とビジョンが『Communications of the ACM』に掲載された。
2018年11月、INRIAとUNESCOの招待により、40名の国際的な専門家が集まり、その結果、2019年2月に『Paris Call: Software Source Code as Heritage for Sustainable Development』が発表された。
2019年11月、InriaはGitHubと提携し、Software HeritageアーカイブにおけるGitHub上のプロジェクトの保存プロセスを改善する協定を締結した。
2020年10月の時点で、Software Heritageのリポジトリには1億4300万以上のソフトウェアプロジェクトが保存され、91億以上の一意なソースファイルが収蔵されている。

## 資金
Software Heritageは非営利団体であり、主に支援スポンサーからの寄付によって資金提供を受けている。支援スポンサーには、民間企業、公的機関、学術機関が含まれる。
また、Software Heritageはその使命に貢献しようとする第三者の資金支援も求めている。NLnetからの助成金により、OctobusおよびTweagの作業が資金提供され、これによりBitbucketから段階的に廃止された25万のMercurialリポジトリが救出された。
アルフレッド・P・スローン財団からの助成金により、Software Heritageアーカイブの範囲を拡張するための新たなコネクタを開発する専門家が資金提供を受けている。

## 開発とコミュニティ
Software Heritageのインフラは透明性を持って協力的に構築されている。プロセス内で開発されたすべてのソフトウェアはFOSSとして公開されている。2020年12月には、ユーザーおよび貢献者のコミュニティを拡大することを目的としたアンバサダープログラムが発表された。

## 受賞歴
2016年、Software Heritageは「パリオープンソースサミット2016」において最優秀コミュニティプロジェクト賞を受賞した。
2019年、Software HeritageはPôle Systematicアカデミック・イニシアティブ賞を授与された。